# Den galopperande svensken
Den galopperande svensken är en roman av den svenske författaren Sture Dahlström, utgiven på förlaget Cavefors 1977. Den har därefter utkommit i flera nyutgåvor, men aldrig översatts till något annat språk.
Romanen som ursprungligen skrevs på engelska med titeln The Dustdiver,  gavs aldrig ut på originalspråket eftersom författaren inte kunde acceptera det amerikanska förlagets krav på redigeringar för att anpassa berättelsen till den amerikanska publiken, handlar om Bergman-Wasa, en man som skriver nationalsånger åt nybildade stater. Därtill förför kvinnor så fort tillfälle ges, försöker föra krig mot flygbolag och driver en påfågelsfarm. Boken är skriven i absurdistisk anda och jämförelser har gjort med författare som Charles Bukowski och Henry Miller.
Den galopperande svensken är en av titlarna i boken Tusen svenska klassiker (2009).
Den engelska originalversionen The Dustdiver gavs till slut ut i Sverige av Pickelhaupt Media 2024, efter att originalmanuskriptet hittats av en anhörig till författaren i de Dahlströmska arkiven i maj 2023.

## Utgåvor
- Dahlström, Sture (1977). Den galopperande svensken: roman (1. uppl). Lund: Cavefors. Libris 7401951. ISBN 91-504-0481-4
- Dahlström, Sture (1984). Den galopperande svensken: roman (Ny utg.). Göteborg: Mosquito. Libris 8380655. ISBN 91-86774-01-8
- Dahlström, Sture (1991). Den galopperande svensken (Pocketuppl.). Stockholm: PAN/Norstedt. Libris 7155943. ISBN 91-1-916011-9
- Dahlström, Sture (2001). Den galopperande svensken ([Ny utg.]). Lund: Bakhåll. Libris 8376562. ISBN 91-7742-182-5
- Dahlström, Sture. (2004). Den galopperande svensken roman /. Enskede: TPB. Libris 11513590
- Dahlström, Sture (2024) The Dustdiver (1. upp) Borås: Pickelhaupt Media. Libris 4nvjd3m028kx7mrg  ISBN 978-9152-747-44-5

### Fotnoter
1. ↑  ”Den galopperande svensken”. Libris.kb.se. http://libris.kb.se/hitlist?d=libris&q=Den+galopperande+svensken+Dahlstr%C3%B6m&f=simp&spell=true&hist=true&p=1. Läst 5 februari 2013.
2. 1 2  Gradvall et al 2009, nr. 495